# کلمن بارکس
کلمن برایان بارکس (به انگلیسی: Coleman Bryan Barks) (متولد ۱۹۳۷ در چاتانوگا، تنسی) شاعر و مترجم آمریکایی و استاد بازنشسته زبان انگلیسی دانشگاه جورجیا (۱۹۶۷–۱۹۷۷) است. او اگر چه زبان  فارسی نمی داند  ولی به خاطر بازنویسی اشعار مولوی بر اساس دیگر ترجمه های انگلیسی شناخته شده است.

کلمن بارکس در مصاحبه با علی اکبر عبدالرشیدی

## ترجمه اشعار مولانا
در سال ۱۹۷۶ رابرت بلای اشعاری از مولوی را به بارکس نشان می‌دهد و می‌گوید که این کلمات باید از قفس خود رها شوند. بارکس که زبان فارسی نمی‌داند بعد از ملاقات با بلای با استفاده از ترجمه‌های قبلی شروع به ترجمه اشعار شاعر عرفانی مولانا نموده‌است. این اثر در بیست مجلد منتشر شده‌است. هم‌اکنون بیش از ۵۰۰٫۰۰۰ نسخه از مجموعه کتاب‌ها و آثار مولانا به زبان کلمن بارکس در آمریکا به فروش رسیده‌است که حکایت از محبوبیت و موفقیتی بزرگ برای شاعر ایرانی و مترجمش دارد.
نشریه آمریکایی «بوک لیست» در معرفی بازنویسی بارکس می‌نویسد: «ما بی هیچ تردیدی امتیازی ویژه به کلمن بارکس می‌دهیم چرا که کاری کرده تا برگردانی مدرن، زنده و دریافتنی از آثار شعری رومی بهترین و شناخته شده‌ترین شاعر عرفانی جهان، را در دسترس خوانندگان آمریکایی قرار دهد.»
در زبان انگلیسی، بازنویسی‌های کولمن بارکس از مولوی بسیار شیوا و خوش‌آهنگ و نافذ است و بازنویسی‌های او مدت‌ها در فهرست پرفروشترین کتاب‌ها در آمریکا قرار داشت.
در ۲۷ اردیبهشت سال ۱۳۸۵ بارکس به همراه بلای از ایران دیدن کرد. در این سفر و به هنگام بازدید آن‌ها از دانشگاه تهران دکتری افتخاری دانشگاه تهران رشتهٔ زبان و ادبیات فارسی به کلمن بارکس اهداء شد.
رابرت بلای که برنده جایزه چندین جایزه معتبر شعر آمریکاست، دربارهٔ این کتاب نوشته‌است: «کلمن بارکس رومی را شناور بر دریاچه جورجیا یافت و او را به زندگی بازگرداند. چه نعمت بزرگی! کلمن بارکس براساس شعر مولانا همه شب را بیدار ماند تا خوانندگان مشعوف شوند.»
در پی انتشار بازنویسی های کولمن بارکس از شعرهای مولوی، اشخاص معروفی چون مدونا، خواننده پاپ آمریکایی، به این آثار علاقه‌مند شدند و علاقه آنان خیل عظیمی از مردم را نیز متوجه مولوی ساخت.

## آثار
از جمله کتاب‌های بازنویسی شده بارکس می‌توان «رومی اصل»، «کتاب عشق»، «روح رومی» و «غرق شده» را نام برد.

## نقل قول‌ها
- از این فرهنگ باشکوه که تاج جواهر شعر خود را یعنی مولانا رومی، حافظ، سعدی، عطار، سنایی و سایرین به ادبیات جهان هدیه کرده‌است، سپاسگزارم.[۳]
- اشعار مولانا نه به وسیله شخصیت که توسط بخش دیگری از روان انسانی سروده شده‌اند. بخشی که گاه از شخصیت و معرفت بشر فراتر می‌روند.[۳]
- اشعار مولانا به نثر آزاد و با انگلیسی امروزی و با آن که به شیوه‌ای خلاف عرف در ترجمه تلقی می‌شود، قوی‌ترین شکل نگارش در انگلیسی است. در این روش تلاش فراوانی کرده‌ام تا به تصاویر مولانا وفادار باشم و امیدوارم این امر در القای معانی مورد نظر مولانا نیز صادق باشد.[۳]
- شعر مولانا جوهر موسیقایی عمیقی است که من نمی‌توانم کاری برای انتقال آن انجام دهم. من به آهنگ و ریتم سروده‌های او گوش می‌دهم و می‌کوشم آن را دنبال کنم بی آن که سر راه آن قرار بگیرم و می‌گذارم که این اشعار نغمه‌های خود را سر دهند.[۳]
- ایران خانهٔ اول من است.[۹]